# Левченко Ольга Володимирівна
Ольга Володимирівна Левченко (нар. 30 вересня 1959) — український діяч, 2-й секретар Київського міського комітету КПУ, помічник-консультант народного депутата України. Народний депутат України 7-го скликання.

## Біографія
Освіта вища.
Член КПУ. 2-й секретар Київського міського комітету КПУ.
До грудня 2012 року — помічник-консультант народного депутата України від КПУ.
Народний депутат України 7-го скликання з .12.2012 до .11.2014 від КПУ № 28 в списку. Член фракції КПУ (з грудня 2012 до липня 2014). Член Комітету з питань культури і духовності (з .12.2012).